# Amegilla cyanipennis
Amegilla cyanipennis är en biart som först beskrevs av Henri Saussure 1890.  Amegilla cyanipennis ingår i släktet Amegilla och familjen långtungebin. Inga underarter finns listade i Catalogue of Life.